# Isochariesthes undulatovittata
Isochariesthes undulatovittata är en skalbaggsart som först beskrevs av Stefan von Breuning 1962.  Isochariesthes undulatovittata ingår i släktet Isochariesthes och familjen långhorningar. Inga underarter finns listade i Catalogue of Life.